# Pitty
Pitty es el nombre artístico de Priscilla Novais Leone, (* Salvador de Bahía, Brasil, 7 de octubre de 1977 - ), una cantante brasileña de rock. Integró dos bandas musicales, Inkoma y Shes. Actualmente incursiona en una carrera como solista desde 2003, al lado de Martin Mendonça (guitarra), Duda (batería) y Joe (bajo). Ellos ya fueron integrantes de la banda baiana Cascadura. También ya hicieron parte de la banda Pitty: Luciano Granja (guitarra) y Peu (guitarra). Desde entonces la banda se viene convirtiendo en una de las principales de Brasil.
El álbum debut "Admirável Chip Novo" se inspiró en el libro (Un mundo feliz, de Aldous Huxley) vendió más de 250 mil ejemplares el primer año. 
El segundo álbum fue lanzado en agosto de 2005 y el éxito del primer sencillo, "Anacrônico", fue instantánea. En mayo de 2006 fue una de los principales bandas en el Rock in Rio Lisboa, y un reflejo de su éxito en Portugal: regresó en julio de 2006 para participar en el Algarve Rocks. 
El tercer “Chiaroscuro”, uno de los discos más aguardados de 2009 en Brasil, ya comenzó su respectiva gira. 
El 22 de noviembre de 2010 consolidó su relación con el baterista de la banda NX Zero, Daniel Weksler con quien mantenía un noviazgo desde 2006 y con quién se casó.
En 2011 lanza su proyecto paralelo "Agridoce", un dueto de música folk junto a Martin Mendezz . El primer sencillo es llamado "Dançando".
Después de tres años de descanso de la banda Pitty y dedicación en el proyecto paralelo "Agridoce", Pitty anunció que su banda principal está de vuelta, con espectáculos ya han confirmado la producción de la banda. El nuevo álbum lanzado en junio de 2014, en (CD y vinilo) y en iTunes, reúne 10 canciones, todas originales y escritas por la cantante Pitty. El álbum debut "SETEVIDAS" tiene la producción de Rafael Ramos y mezclador de Tim Palmer que ha producido canciones de Pearl Jam, Ozzy Osbourne, The Cure, David Bowie y U2 y actualmente en la producción del nuevo disco de la cantante Pitty.

## Integrantes

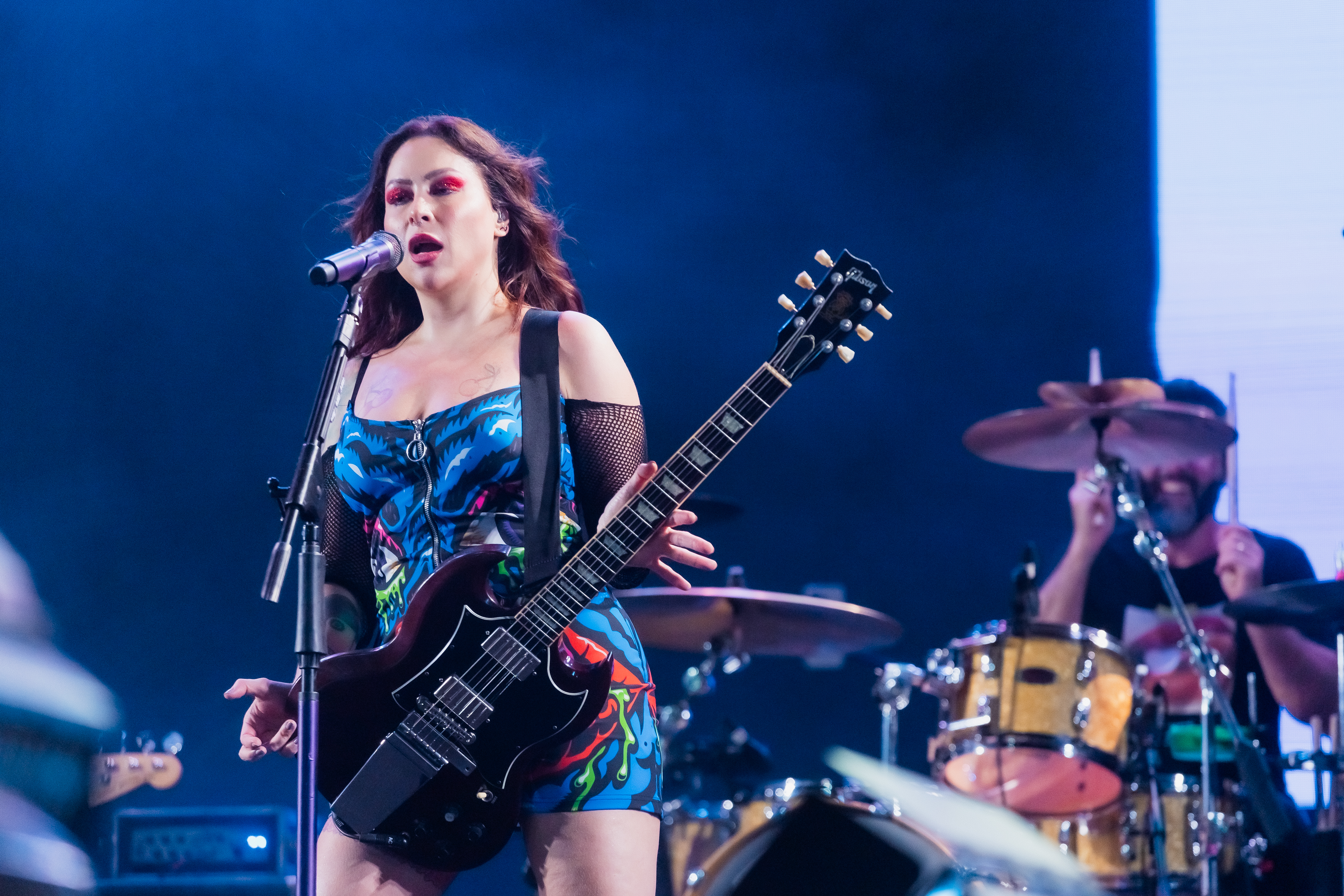
Pitty durante el Carnaval de Olinda (2024)

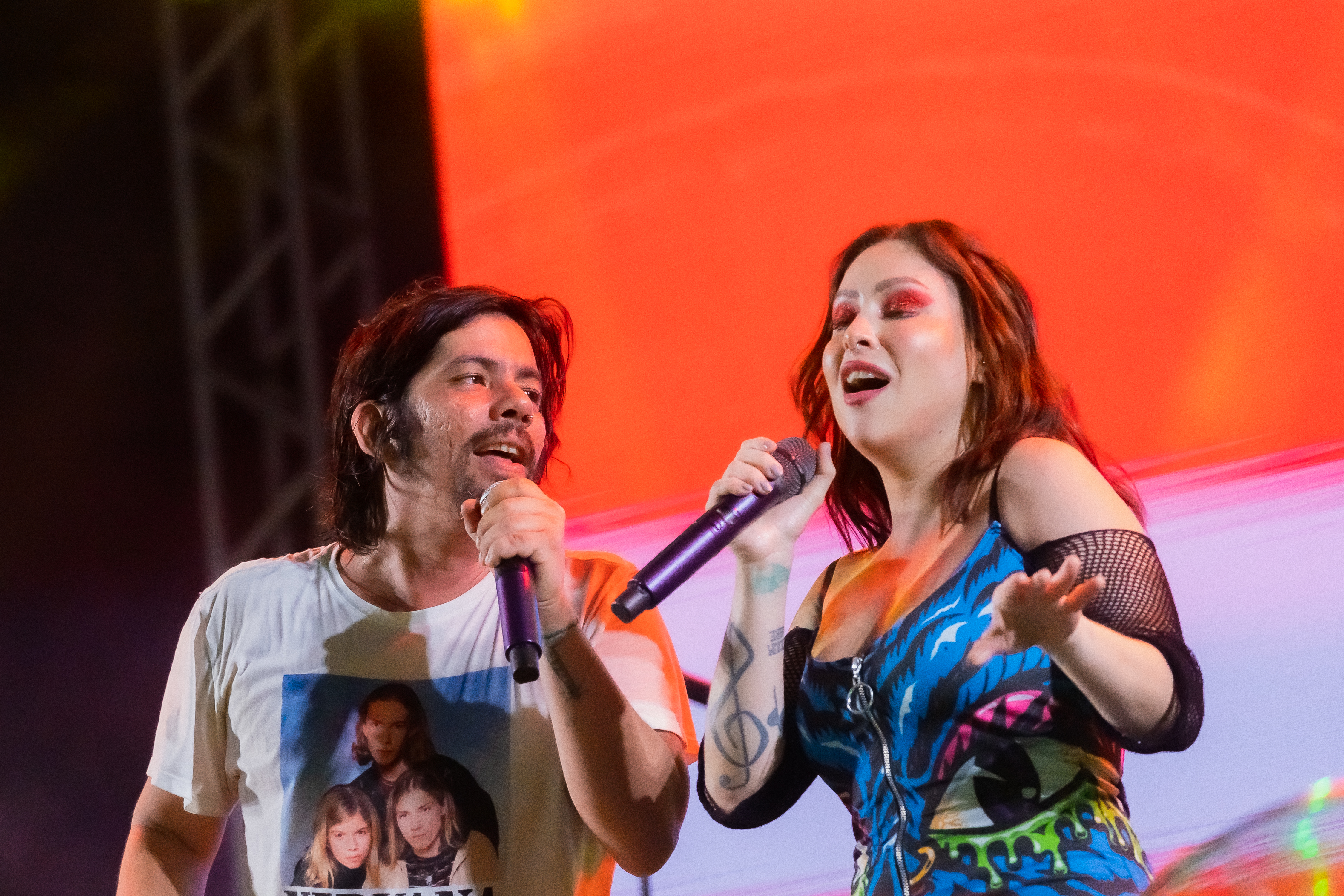
Pitty y Chinaina durante el Carnaval de Olinda (2024)

### Actuales
- Pitty: vocalista
- Martin Mendonça: guitarra y segunda voz
- Duda Machado: batería
- Joe: bajo y segunda voz

## Discografía

### Álbumes en estudio
- (2003) Admirável Chip Novo
- (2005) Anacrônico
- (2009) Chiaroscuro
- (2014) Setevidas
- (2019) Matriz

### Álbumes en vivo/vídeo
- (2007) {Des}Concerto
- (2011) A Trupe Delirante no Circo Voador
- (2016) Turnê Setevidas - Ao Vivo
- (2020) Matriz - Ao Vivo na Bahia
- (2023) PittyNando - As Suas, As Minhas e As Nossas (con Nando Reis)

### Álbumes de remezclas
- (2023) Espelhos - Versões Completas de Admirável Vídeo Novo
- (2023) Admirável Chip Novo (Re)Ativado

### Sencillos
| Año  | Título                              | Paradas       | Paradas           | Paradas          | Álbum                             |
| Año  | Título                              | BRA Billboard | BRA Billboard Pop | BRA Billboard SP | Álbum                             |
| ---- | ----------------------------------- | ------------- | ----------------- | ---------------- | --------------------------------- |
| 2002 | "Máscara"                           | —             | —                 | —                | Admirável Chip Novo               |
| 2003 | "Admirável Chip Novo"               | —             | —                 | —                | Admirável Chip Novo               |
| 2003 | "Teto de Vidro"                     | —             | —                 | —                | Admirável Chip Novo               |
| 2004 | "Equalize"                          | —             | —                 | —                | Admirável Chip Novo               |
| 2004 | "Semana que Vem"                    | —             | —                 | —                | Admirável Chip Novo               |
| 2004 | "I Wanna Be"                        | —             | —                 | —                | Admirável Chip Novo               |
| 2005 | "Anacrônico"                        | —             | —                 | —                | Anacrônico                        |
| 2005 | "Memórias"                          | —             | —                 | —                | Anacrônico                        |
| 2005 | "Brinquedo Torto"                   | —             | —                 | —                | Anacrônico                        |
| 2006 | "Déjà Vu"                           | —             | —                 | —                | Anacrônico                        |
| 2006 | "Na sua Estante"                    | —             | —                 | —                | Anacrônico                        |
| 2007 | "Pulsos"                            | —             | —                 | —                | {Des}Concerto                     |
| 2008 | "De Você"                           | —             | —                 | —                | {Des}Concerto                     |
| 2009 | "Me Adora"                          | 13            | 9                 | 2                | Chiaroscuro                       |
| 2010 | "Fracasso"                          | 40            | —                 | 10               | Chiaroscuro                       |
| 2010 | "Só Agora"                          | 70            | —                 | —                | Chiaroscuro                       |
| 2011 | "Comum de Dois"                     | —             | —                 | —                | A Trupe Delirante no Circo Voador |
| 2011 | "Se Você Pensa"                     | 47            | 27                | 7                | A Trupe Delirante no Circo Voador |
| 2014 | "Setevidas"                         | 15            | 10                | 6                | Setevidas                         |
| 2014 | "Serpente"                          | —             | —                 | —                | Setevidas                         |
| 2015 | "Um Leão"                           | —             | —                 | —                | Setevidas                         |
| 2016 | "Dê um Rolê"                        | —             | —                 | —                | Turnê Setevidas - Ao Vivo         |
| 2019 | "Noite Inteira" (con Lazzo Matumbi) | 13            | —                 | —                | Matriz                            |
| 2019 | "Ninguém é de Ninguém"              | —             | —                 | —                | Matriz                            |

### Sencillos promocionales
| Año  | Título                | Álbum                                        |
| ---- | --------------------- | -------------------------------------------- |
| 2004 | "Temporal"            | Admirável Chip Novo                          |
| 2004 | "Deus lhe Pague"      | Lado Z                                       |
| 2007 | "Brinquedo Torto"     | Anacrônico                                   |
| 2009 | "Trapézio"            | Chiaroscope                                  |
| 2010 | "Sob o Sol"           | Chiaroscope                                  |
| 2010 | "Just Now"            | Chiaroscope                                  |
| 2014 | "Agora Só Falta Você" | Malhação - Nacional / LP Serpente (Compacto) |
| 2015 | "Um Leão"             | Pela Fresta                                  |

### Colaboraciones
| Año  | Sencillo                                 |
| ---- | ---------------------------------------- |
| 2004 | "Esse tal de Roque Enrow" (con Rita Lee) |
| 2005 | "Eu Quero Sempre Mais" (con Ira!)        |
| 2007 | "Edmundo" (con Marcelo D2)               |
| 2008 | "The Kill" (con 30 Seconds to Mars)      |
| 2013 | "Hoje Cedo" (con Emicida)                |
| 2015 | "Mesmo" (Martin con Lira & Pitty)        |

### Bandas Sonoras
| Año  | Título                         | Obra                                                 |
| ---- | ------------------------------ | ---------------------------------------------------- |
| 2004 | "Suas Armas" (faixa exclusiva) | Meu Tio Matou um Cara (produzido por Jorge Furtado.) |
| 2004 | "Temporal"                     | A Cor do Pecado                                      |
| 2004 | "O Lobo"                       | Metamorphoses                                        |
| 2004 | "Teto de Vidro"                | Malhação                                             |
| 2004 | "Máscara"                      | Señora del destino                                   |
| 2006 | "Memórias"                     | O Maior Amor do Mundo (producido por Cacá Diegues.)  |
| 2006 | "Déjà Vu"                      | Bicho do Mato                                        |
| 2008 | "Nós Vamos Invadir sua Praia"  | Três Irmãs                                           |
| 2009 | "Memórias"                     | Caminho das Índias - Nacional                        |
| 2010 | Muita Calma Nessa Hora         | Muita Calma Nessa Hora                               |
| 2011 | "Cálice"                       | Amor e Revolução                                     |
| 2012 | "Equalize"                     | Corações Feridos                                     |
| 2012 | "Dançando"                     | Carrossel                                            |
|      | Eu Tenho Fé                    | Jardim Atlântico                                     |
| 2013 | "130 Anos"                     | Sangue Bom                                           |
| 2013 | "Tiro ao Álvaro"               | Dona Xepa                                            |
| 2014 | "Setevidas"                    | Geração Brasil - Nacional                            |
| 2014 | "Agora Só Falta Você"          | Malhação - Nacional                                  |
| 2014 | "Teto de Vidro                 | Plano Alto - Nacional                                |
| 2014 | "A Massa"                      | Plano Alto - Nacional                                |
| 2014 | Teto de Vidro                  | Operações especiais                                  |
| 2015 | "Pequena Morte"                | Verdades Secretas - Nacional                         |
| 2015 | "Serpente"                     | Totalmente Demais - Nacional                         |
| 2015 | Déjà Vu                        | Cúmplices de um Resgate                              |
| 2015 | "Setevidas"                    | Malhação - Seu Lugar no Mundo                        |
| 2016 | Dê um Rolê                     | Rock Story                                           |
| 2016 | Serpente                       | Reza a Lenda                                         |
| 2017 | Se Você Pensa                  | A Força do Querer                                    |
| 2018 | Admirável Chip Novo            | As Aventuras de Poliana                              |
| 2018 | Agora Só Falta Você            | Minha Vida em Marte                                  |
| 2019 | Memórias                       | Malhação-Vidas Brasileiras                           |

## Premios
- 2019.. Premio Melhor CD de rock
- 2009.. Premio Melhor Clip "Me adoras"
- 2009..Premio Multischow - Mejor Instrumentista (Mauro Mendoça)..(Nominado)
- 2008..Mejor (CD) y (DVD) (Des-Concerto)..(Nominado)
- 2008..Mejor Clipe (Pulsos)..(Ganador)
- 2007..Mejor Cantante..(Ganador)
- 2007..Mejor VideoClip "Na Sua Estante"..(Nominado)
- 2007..Mejor CD "Des-Conserto" ..(Ganador)
- 2007..Mejor CD "Des-Conserto" ..(Ganador)
- 2006..Mejor CD "Anacronico" ..(Nominado)
- 2005..Mejor CD (Anacronico)..(Ganador)
- 2003..Mejor Grupo..(Ganador)
- 2003..Mejor CD (Admiravel Chip Novo)...(Ganador)

## Videos musicales
| Año  | Título                 | Director(es)                                  | Álbum                             |
| ---- | ---------------------- | --------------------------------------------- | --------------------------------- |
| 2003 | "Máscara"              | Maurício Eça                                  | Admirável Chip Novo               |
| 2003 | "Admirável Chip Novo"  | Maurício Eça                                  | Admirável Chip Novo               |
| 2003 | "Teto de Vidro"        | Maurício Eça                                  | Admirável Chip Novo               |
| 2004 | "Equalize"             | Caíto e Doca                                  | Admirável Chip Novo               |
| 2004 | "Semana que Vem"       | Maurício Eça, Sérgio Mastrocola e Pablo Nobel | Admirável Chip Novo               |
| 2004 | "I Wanna Be"           | Maurício Eça e Ricardo Spencer                | Admirável Chip Novo               |
| 2005 | "Anacrônico"           | Daniel Og                                     | Anacrônico                        |
| 2005 | "Memórias"             | Ricardo Spencer e Alexandre Guena             | Anacrônico                        |
| 2006 | "Déjà Vu"              | Ricardo Spencer                               | Anacrônico                        |
| 2006 | "Na sua Estante"       | Sérgio Filho e Thalita Galvani                | Anacrônico                        |
| 2007 | "Pulsos"               | Joana Mazzucchelli                            | {Des}Concerto ao Vivo             |
| 2007 | "Brinquedo Torto"      | Joana Mazzucchelli                            | {Des}Concerto ao Vivo             |
| 2007 | "De Você"              | André Moraes                                  | {Des}Concerto ao Vivo             |
| 2009 | "Me Adora"             | Ricardo Spencer                               | Chiaroscuro                       |
| 2009 | "Trapézio"             | Ricardo Spencer                               | Chiaroscope                       |
| 2010 | "Fracasso"             | Oscar Roodrigues Alves y Paulo Vainer         | Chiaroscuro                       |
| 2010 | "Só Agora"             | Ricardo Spencer                               | Chiaroscuro                       |
| 2011 | "Comum de Dois"        | Ricardo Spencer                               | A Trupe Delirante no Circo Voador |
| 2011 | "Se Você Pensa"        | Ricardo Spencer                               | A Trupe Delirante no Circo Voador |
| 2014 | "Setevidas"            | Raúl Machado                                  | SETEVIDAS                         |
| 2014 | "Serpente"             | Charly Coombes                                | SETEVIDAS                         |
| 2015 | "Um Leão"              | Raúl Machado                                  | Pela Fresta / SETEVIDAS           |
| 2016 | "Dê um Rolê"           | Otavio Sousa                                  | Turnê SETEVIDAS: Ao Vivo          |
| 2017 | "Na Pele"              | Daniel Ferro                                  |                                   |
| 2018 | "Contramão"            | Judith Belfer                                 |                                   |
| 2018 | "Te Conecta"           | Cisco Vasques                                 | Matriz                            |
| 2019 | "Noite Inteira"        | Carlos Pedreañez                              | Matriz                            |
| 2019 | "Ninguém é de Ninguém" | Fernando Mencocini                            | Matriz                            |

## Filmografía

### Series y programas
| Año           | Título                 | Personaje                     | Rol                    | Nota         | Ref.   |
| ------------- | ---------------------- | ----------------------------- | ---------------------- | ------------ | ------ |
| 2004          | Família MTV            | El mismo                      | Apresentador           | Documental   | —      |
| 2008          | Charles Manson         | Bailarín                      | Participación especial | Cortometraje | [ 11 ] |
| 2009          | É Proibido Fumar       | Michael Alcantara             | Participación especial | Largometraje | [ 12 ] |
| 2013          | My MTV                 | El mismo                      | presentador            | Documental   | —      |
| 2015          | Mortal Kombat X        | Cassie Cage (voz)             | Doblajista             | Videojuego   | [ 13 ] |
| 2015          | Música.Doc             | El mismo                      | presentador            | Documental   | [ 14 ] |
| 2015          | Pitty Apresenta TOP 10 | El mismo                      | presentador            | Videoclip    | [ 15 ] |
| 2016          | Dê Um Rolê             | El mismo                      | Cantanter              | Documental   | —      |
| 2017          | Saia Justa             | El mismo                      | Presentador            | Talk show    |        |
| 2017          | Popstar                | El mismo                      | Técnico                | Talent show  | —      |
| 2018          | Do Ventre à Volta      | El mismo                      | Cantante               | Documental   | —      |
| 2024          | Estrela Da Casa        | Participaçao Especial         | Talent Show            | _            |        |
| 2025-presente | DNA do Crime           | Federico/Isaac - (O Fantasma) |                        |              |        |

### Novelas
| Novelas   | Novelas            | Novelas                         | Novelas                                               |
| Año       | Título             | Papel                           | Notas                                                 |
| --------- | ------------------ | ------------------------------- | ----------------------------------------------------- |
| 2000      | Esplendor          | Cássio                          | Elenco de apoio                                       |
| 2001      | Uga Uga            | Pepe                            | Participaçao Especial                                 |
| 2001/2002 | O Clone            | Radish                          | Filho de Jade                                         |
| 2003      | Malhação           | Nandinho Querois                | Episodio 10 de Agosto– 20 de Novembro                 |
| 2004/2005 | Senhora do Destino | Bruno Ferreira da Silva         |                                                       |
| 2007/2008 | Duas Caras         | Silvio Barreto Pessoa de Moraes | Coprotagonista Principal                              |
| 2009      | Caminho das Índias | Yvone Oliveira Magalhães        | Antagonista Principal                                 |
| 2011/2012 | Fina Estampa       | Jose Antenor Pereira da Silva   | Coadjugante                                           |
| 2012/2013 | Salve Jorge        | Lívio Marino                    | Antagonista Principal                                 |
| 2016      | Velho Chico        | Miguel de Sá Ribeiro dos Anjo   | Coadjuvante Principal                                 |
| 2017      | A Força do Querer  | Claudio Vasconcellos            | Ep: "10 de Abril a 25 Agosto" - Participaçao Especial |
| 2018/2019 | O Sétimo Guardião  | Gabriel Marsalla                | Protagonista Principal                                |
| 2025      | Vale Todo          | Afonso Almeida Roitman          | Coadjuvante Principal                                 |